# Notophthiracarus serratus
Notophthiracarus serratus är en kvalsterart som beskrevs av Wojciech Niedbała 2006. Notophthiracarus serratus ingår i släktet Notophthiracarus och familjen Phthiracaridae. Inga underarter finns listade i Catalogue of Life.